# Équipe d'Irlande de rugby à sept
Cet article traite de l'équipe masculine. Pour l'équipe féminine, voir Équipe d'Irlande féminine de rugby à sept.
L'Équipe d'Irlande de rugby à sept est l'équipe qui rassemble les meilleurs joueurs de l'Irlande et de l'Irlande du Nord dans les principales compétitions internationales de rugby à sept au sein de la série mondiale et de la Coupe du monde.

## Histoire

### Débuts
L'équipe d'Irlande de rugby à sept dispute les cinq premières édictions de la Coupe du monde de rugby à sept avant de disparaître. En 1973, l'Irlande dispute le premier tournoi international de rugby à sept à Murrayfield en Écosse. Les irlandais finissent premier de leur poule reonctre en finale l'Angleterre et s'inclinent (18-22). 

### Reconstruction
Avec l'apparition du rugby à sept comme discipline olympique, la fédération irlandaise met en place un programme pour reconstruire une équipe et tenter de se qualifier pour les Jeux olympiques d'été de 2016. En juin 2015, l'Irlande remporte son groupe de qualification en division C puis fait de même en division B. Le 17 juillet 2015, l'équipe parvient à terminer troisième du tournoi de repêchage européen pour les Jeux olympiques d'été de 2016 et à se qualifier pour disputer un tournoi de repêchage intercontinental. Après avoir fini premier de sa poule (Samoa, Zimbabwe et Tonga), les Irlandais affrontent l'Espagne en quart de finale et s'inclinent sur le score de 7 à 12.
Les Irlandais retrouve la première division du championnat d'Europe de rugby à sept (Seven's Grand Prix Series), à partir de la saison 2017. Malgré deux tournois remporté (Moscou et Clermont), l'Irlande termine à la seconde position dernière la Russie, équipe permanente des World Series. Ce classement permet à l'Irlande de se qualifier pour la coupe du monde 2018, pour le tournoi de qualification de Hong Kong et deux étapes des World Series 2017-2018.
Lors du tournoi de Hong Kong, l'Irlande échoue en demi finale face au Japon (12-7). Quelques semaines, ils participent en tant qu'équipe invité au tournoi de Londres : les Irlandais terminent sur le podium, troisième, en battant l'Angleterre et les États-Unis le dimanche. La semaine suivante, à Paris, l'Irlande se qualifie en Cup et termine avec 27 points récoltés, soit un de plus que la plus mauvaise équipe permanentes, la Russie. L'Irlande remporte également le Seven's Grand Prix Series 2018. Pour la coupe du monde, ils sont battus par l'Afrique du Sud en huitième de finale, mais parviennent à remporter le challenge trophy en battant l'Australie (24-14).
Après leur victoire au tournoi de qualification de Hong-Kong en 2019, l'équipe d'Irlande devient pour la première fois équipe permanente pour la saison 2019-2020 de la série mondiale.
L'équipe remporte les Jeux européens de 2023 qui se tiennent à Cracovie en battant la Grande-Bretagne sur le score de 26 à 12. L'Irlande se qualifie donc pour les Jeux olympiques d'été de 2024 à Paris,.

### Fin de financement du programme national à sept
À l'intersaison 2025, la fédération acte la fin de son programme masculin de rugby à sept, avançant que cette variante ne contribuait plus suffisamment au développement du rugby à XV. Cette décision intervient dans le cadre d'une réduction des budgets, ainsi qu'après un nouveau remaniement de la formule de la série mondiale conduisant à la relégation de l'Irlande en deuxième division.

## Éligibilité avec la Grande-Bretagne
La fédération irlandaise de rugby (IRFU) représente à la fois la république d'Irlande et l'Irlande du Nord. L'Irlande du Nord fait cependant partie du Royaume-Uni et les joueurs nord-irlandais, qui représente l'île d'Irlande aux yeux de World Rugby, sont éligibles selon les règles du comité international olympique (CIO) avec l'équipe de Grande-Bretagne. L'IRFU interdit cependant aux joueurs nord-irlandais d'être sélectionnés avec la Grande-Bretagne.

## Palmarès

### Coupe du monde
L'Irlande dispute la finale du premier tournoi international de rugby à sept en 1973.
- 1993 (Écosse):  demi-finaliste
- 1997 (Hong Kong): demi-finale de bowl
- 2001 (Argentine): demi-finale de bowl
- 2005 (Hong Kong): quart de finale de plate
- 2009 (Émirats arabes unis) : finaliste de bowl
- 2013 (Russie) : pas d'équipe
- 2018 (États-Unis) : vainqueur du challenge trophy (9e)

### Série mondiale
- Troisième du London Sevens 2018.

## Joueurs emblématiques
- Mike Gibson : élu meilleur joueur du premier tournoi international en 1973[12].